# Boris Schneider-Johne
Boris Oliver Schneider-Johne (* 5. Juli 1966 in Grevenbroich als Boris Oliver Schneider) ist ein ehemaliger deutscher Journalist mit dem Fachgebiet Computer- und Videospiele. Seit 1997 ist Schneider-Johne in verschiedenen Positionen bei Microsoft Deutschland tätig.

## Leben und Wirken
Boris Schneider besuchte das Gymnasium Vaterstetten im Münchner Vorort Vaterstetten, wo er auch sein Abitur ablegte. Sein erstes Softwareprojekt war im Jahr 1984 eine Schnelllade-Software für den Commodore 64 namens Hypra Load, die er gemeinsam mit Karsten Schramm entwickelte. Hypra Load wurde als „Listing des Monats“ zum Abtippen in der Zeitschrift 64’er veröffentlicht. Sein Einstieg in die Spielebranche begann als Redakteur für die Zeitschrift Happy Computer, die im Markt+Technik Verlag in Haar (bei München) erschien. Zunächst noch technischer Redakteur, verschob sich sein Tätigkeitsfeld jedoch schnell in den Computerspielebereich. Zusammen mit Heinrich Lenhardt konzipierte Schneider die Power Play, die zunächst als Beilage der Happy Computer erschien und den Computerspiele-Teil der Happy Computer enthielt. Ab Anfang 1990 erschien die Power Play schließlich auch als eigenständiges Magazin. Dort war er unter anderem Mitautor des Comics Starkiller – Die Geißel der Galaxis.
1988 verließ Schneider zunächst die Happy-Computer-/Power-Play-Redaktion in München und arbeitete als Spieleproduzent bei Rainbow Arts in Düsseldorf. Dort kam er mit anderen Pionieren der deutschen Computerspiel-Szene zusammen, unter anderem mit Chris Hülsbeck und Teut Weidemann.
Noch während seiner Tätigkeit bei der Power Play in München begann Schneider mit der Übersetzung von Computerspielen. Mit seiner deutschen Version des Activision-Adventures Murder on the Mississippi, die er auf Eigeninitiative zunächst ohne Zugriff auf den Quelltext per Hex-Editor „hackte“, leistete er Pionierarbeit auf dem Gebiet der Spieleübersetzungen: Das Spiel gilt als eine der ersten deutschen Übersetzungen in der Branche überhaupt. Von 1987 bis 1992 arbeitete er nebenbei als offizieller Übersetzer für Lucasfilm Games, später LucasArts – diesmal aber auf reguläre technische Art und Weise.
- 1987 Maniac Mansion
- 1988 Zak McKracken and the Alien Mindbenders
- 1989 Indiana Jones and the Last Crusade
- 1990 Loom
- 1990 The Secret of Monkey Island
- 1991 Monkey Island 2: LeChuck’s Revenge
- 1992 Indiana Jones and the Fate of Atlantis

Ab Monkey Island 2 stand ihm mit Heinrich Lenhardt ein weiterer Redakteur der Power Play als „Berater bei blöden Witzen“ (Monkey-Island-2-Abspann) zur Seite.
1991 leistete Schneider seinen Zivildienst ab und begann wieder als freier Journalist zu arbeiten, unter anderem für das SEGA-Magazin Gamers.
Im Jahr 1992 gründete er gemeinsam mit Heinrich Lenhardt die Spiele-Zeitschrift PC Player, die sich rasch als Marktführerin etablierte. Das Duo Schneider und Lenhardt erreichte Kultstatus in Computerspielerkreisen. Bis 1997 war Schneider für die PC Player tätig. 1996 war er als Chefredakteur für das Internet- und Multimediamagazin Hyper verantwortlich.
1997 begann er eine Tätigkeit bei Microsoft Deutschland in Unterschleißheim bei München. Dort war er zuerst in der Marktforschung angestellt. 2002 wurde er PR-Manager für die Xbox, 2003 wurde er Produktmanager für die Xbox. Bis Ende 2009 arbeitete Schneider-Johne als Produktmanager für den gesamten Xbox-Produktkatalog. 2010 wechselte er in das Windows-Team, wo er sich unter anderem der Vermarktung von Windows 7 widmete.
Von 2004 bis 2011 veröffentlichte Schneider-Johne auf dreisechzig.net ein Weblog, in dem er über seine Arbeit als Produktmanager für die Xbox 360 und andere Themen schrieb. Der Name des Blogs bezog sich auf die Aussprache des Namens der Xbox 360. Von April 2009 bis März 2014 betrieb er gemeinsam mit Anatol Locker, Heinrich Lenhardt, Jörg Langer und Winnie Forster den Spieleveteranen-Podcast, in dem er gemeinsam mit anderen Veteranen des Computerspielejournalismus über aktuelle Geschehnisse in der Computer- und Videospielbranche diskutierte.
In dem im Jahr 2014 über Kickstarter finanzierten klassischen Point´n´Click-Adventure-Spiel Thimbleweed Park von Lucasarts-Legende Ron Gilbert (Monkey Island) war Boris Schneider-Johne wieder für die deutsche Übersetzung verantwortlich.
Seit Juli 2016 ist er bei Microsoft für den Kontakt mit Spieleentwicklern verantwortlich.
2018 war Schneider-Johne Mitglied der Jury für den deutschen Computerspielpreis. Er war bis Juni 2020 Mitglied der Hochbegabtenvereinigung Mensa. 2020 war er Kandidat für die FDP bei der Wahl zum Stadtrat der Stadt Landshut.

## Sonstiges
Schneider-Johne ist gegen die aktuelle Praxis der Spieletests im Computer- und Videospielbereich. In einem Beitrag auf seiner Website schreibt er: „der Spieletest ist tot“. Die Wertung von Spielen bezeichnet er als „Anachronismus, der abgeschafft gehört“. Die Website Metacritic bezeichnet er als „ein Zerrbild von Zerrbildern“.
Schneider-Johne hat laut seiner Website seine Konten in sozialen Netzwerken gelöscht, darunter seine Konten bei Facebook, Twitter und Xing. Als einen Grund dafür nennt er das Lesen des Buches „In Shitgewittern“ von Jon Ronson. Facebook bezeichnet er auf seiner Website als „größenwahnsinniges Unternehmen ohne einen Funken Respekt für seine Benutzer“ und Twitter als „undurchschaubaren Moloch ohne Geschäftsmodell aber mit anderen zweifelhaften Methoden“.